# Barbotinia oraniensis
Barbotinia oraniensis är en stekelart som först beskrevs av Barbotin 1964.  Barbotinia oraniensis ingår i släktet Barbotinia och familjen gallsteklar. Inga underarter finns listade.